# Cantó de Vincennes-Est
El cantó de Vincennes-Est és un antic cantó francès del departament de Val-de-Marne, que estava situat al districte de Nogent-sur-Marne. Comptava amb part del municipi de Vincennes.
Va desaparèixer al 2015 i el seu territori es va dividir entre el cantó de Vincennes i el cantó de Fontenay-sous-Bois.

## Municipis
- Vincennes (part)

## Història
| Data d'elecció                           | Identitat           | Partit           | Qualitat |
| ---------------------------------------- | ------------------- | ---------------- | -------- |
| 1970-1986                                | Jean Clouet         | RI, després UDF  |          |
| 1986-2000                                | Pierre Souweine     | UDF              |          |
| 2000-2011                                | Jean-Michel Seux    | UDF, després UMP |          |
| 2011-                                    | Dominique Le Bideau | NC               |          |
| les dades anteriors no són pas conegudes |                     |                  |          |
|                                          |                     |                  |          |

## Demografia
| A partir de 1990: Població sense dobles comptes |